# Sonohra

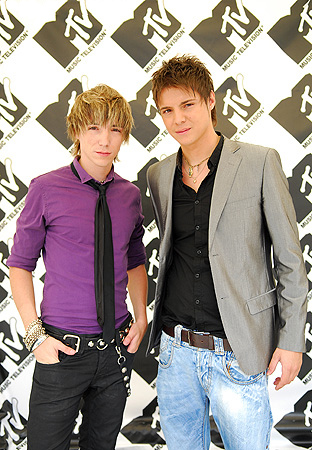
Sonohra

Sonohra is een Italiaanse muziekgroep die bestaat uit de broers Luca (27 februari 1982) en Diego Fainello (27 november 1986) uit Verona. 
Na het uitbrengen van enkele singles onder andere namen neemt het duo in 2008 als Sonohra deel aan het bekende Festival van Sanremo. Met het nummer "l'Amore" winnen ze in de categorie "giovani" (jongeren). Aansluitend op het festival verschijnt het debuutalbum Liberi per sempre. De teksten van de nummers worden geschreven door Luca en hun producer Roberto Tini terwijl Diego zorgt voor de muziek en de arrangementen. 

## Discografie

### album
- 2008 Liberi da sempre

### single
- 2008 l'Amore